# Società europea tubifici e acciaierie
La Società europea tubifici e acciaierie (SETA) fu una società per azioni operante nel settore siderurgico per la produzione di tubi. La società fu attiva dal 1980 al 1988.
L'attività produttiva venne suddivisa fra due stabilimenti: quello di San Zeno Naviglio, dedicato alla produzione di tondi da 405 mm, e quello di Roncadelle, che ebbe il compito di produrre i tubi senza saldatura di grosse dimensioni per poter essere utilizzati nell'estrazione del petrolio a grosse profondità. Entrambi gli stabilimenti sono sopravvissuti alle vicende societarie pur modificando la propria impostazione produttiva: il primo appartiene al gruppo Duferco dal 1996, mentre il secondo è sede della Almag.

## Storia

### Le origini
La nascita della SETA fu dovuta alle difficoltà finanziarie di Oddino Pietra, imprenditore del settore siderurgico bresciano, nel costruire un complesso produttivo a San Zeno Naviglio verso la fine degli anni settanta.
Tra gli anni sessanta e settanta, la società di Pietra, la Pietra Acciaierie, Ferriere e Tubifici, era emersa nel campo della produzione dei tubi, a differenza di altre industrie siderurgiche bresciane che si erano concentrate sul meno complesso tondino. La società deteneva, unica in Italia, la tecnologia della produzione senza saldatura per i tubi da un quarto sino a tre pollici di diametro, realizzandoli con la sequenza della colata continua, della pressa da estrusione e del riduttore a stiramento. Pietra volle fare il salto di qualità e produrre tubi di dimensioni maggiori replicando la tecnologia produttiva che aveva sancito il successo della sua impresa.
Nella seconda metà degli anni settanta, la società Pietra eresse dunque uno stabilimento a Roncadelle per la produzione di tubi di grosse dimensioni. Per ottenerli con l'estrusione era necessario rifornire il sito roncadelliano con un tondo da 405 mm che ai tempi nessuna società era in grado di produrre in colata continua. Fu necessario erigere un'acciaieria in grado di fare quel tipo di tondo. Lo stabilimento doveva avere dimensioni tali da poter sostituire, in tempi successivi, i siti produttivi del gruppo in via Orzinuovi. La sede della nuova acciaieria fu scelta presso San Zeno Naviglio in una posizione esterna alla città di Brescia, ma vicino alle autostrade A21 e A4 e alle ferrovie Brescia-Cremona e Brescia-Parma.
Nel 1979 la società Pietra entrò in una crisi finanziaria. La causa principale fu la mancata apertura dello stabilimento sanzenense, dovuta a difficoltà ambientali poste dalla regione Lombardia e dal comune locale. Lo stabilimento di Roncadelle, che fu completato anni prima di quello San Zeno Naviglio, dovette rimanere a sua volta fermo, perché necessitava del semilavorato fornito dall'altro sito produttivo. Questo si riflesse sull'intero gruppo societario, costretto a pagare gli interessi su mutui accesi per costruire due stabilimenti non funzionanti.

### La nascita della SETA
La banca maggiormente esposta nei confronti del gruppo Pietra fu la San Paolo di Brescia. I suoi vertici, rappresentati da Giovanni Bazoli come amministratore delegato e da Gherardo Masetti-Zannini come segretario del consiglio d'amministrazione, decisero di appoggiare il progetto di Oddino Pietra. Lo considerarono tecnologicamente valido e dunque meritevole di essere sostenuto finanziariamente, ma a condizione di stendere un piano di recupero finanziario che liberasse il gruppo dal peso dei mutui accesi per sostenere i siti produttivi di Roncadelle e di San Zeno Naviglio.
Il piano di recupero previde dunque lo scorporo dei due stabilimenti citati poc'anzi che divennero proprietà di una nuova società istituita appositamente: la Società europea tubifici e acciaierie, nota come SETA. La San Paolo fece intervenire nel nuovo assetto societario Francesco Lonati che apportò il 40% del capitale sociale tramite la sua Costruzioni Meccaniche Lonati. A Pietra rimase un altro 40%, tra conferimenti a titolo personale (il 16% del capitale sociale) e a livello di gruppo (il restante 24%). Il 20% rimanente fu apportato dall'Intesa Finanziaria, una società, anch'essa istituita appositamente, che raggruppava altri industriali bresciani sia del mondo siderurgico, come ad esempio gli Stefana, sia di altri settori industriali, come ad esempio Attilio Franchi.
La SETA fu costituita il 13 maggio 1980. Francesco Lonati divenne presidente, il figlio Ettore divenne amministratore delegato e Giacomo Mosconi direttore generale. Fu approntato un nuovo gruppo dirigente che riavviò le sperimentazioni produttive: l'idea iniziale fu quella di attivare lo stabilimento sanzenese per la produzione di lingotti in fossa da spedire al tubificio di Roncadelle. Nella notte tra il 13 e il 14 novembre entrò in funzione il primo forno elettrico ASEA. Da quel momento si produssero, in fossa, lingotti cilindrici dal diametro di 440 mm e alti 4 metri che venivano tagliati in quattro pezzi da un metro per essere inviati a Roncadelle ed alimentarne la pressa. Alla fine dell'anno furono prodotti 20 000 tonnellate di lingotti che furono esportati al 90% in Messico e negli Stati Uniti d'America per essere impiegati nella fabbricazione di tubi per la ricerca petrolifera. L'intenzione finale fu quella di arrivare a produrre i tondi in colata continua come ideato da Oddino Pietra.
Il 24 marzo 1981 fu inaugurato ufficialmente lo stabilimento di San Zeno. La gestione Lonati puntò rapidamente al mercato dell'Oil Country Tubolart Goods (OCTG), il tubo di rivestimento dei pozzi petroliferi, avendo la necessità di iniziare a recuperare gli investimenti effettuati. Su quel prodotto fu prevista una crescita delle richieste a seguito di un incremento delle ricerche petrolifere in profondità e la SETA ebbe il vantaggio, rispetto agli altri concorrenti, di possedere un'acciaieria potendo dunque fare sperimentazioni metallurgiche tali da poter ottenere risultati sofisticati secondo le necessità dei clienti. Tuttavia, la produzione era ancora immatura e la società si concentrò su un solo prodotto e su un solo mercato, sebbene in crescita, per cui non si tardò a rientrare in una crisi finanziaria, quando, agli inizi del 1982, il mercato dei tubi per le ricerche petrolifere subì uno stallo.

### La gestione Palazzo
In momento di necessaria ricapitalizzazione, i Lonati decisero di non investire ulteriormente nel progetto, per cui all'inizio del 1983 avvenne un riassetto del capitale sociale, con una riduzione delle loro quote azionarie ed un incremento di quelle dell'Intesa Finanziaria che a sua volta costituì una nuova società, la Sviluppo Industriale che entrò nel capitale sociale della SETA. Oddino Pietra, che nell'estate 1981 aveva dovuto cedere il suo 16% a Pietro Fenotti, mentre le quote possedute dal suo gruppo erano scese al 13%, non ebbe la forza finanziaria di difendere il suo antico progetto. Le quote del gruppo Pietra si ridussero ulteriormente con la ricapitalizzazione.
Gli imprenditori dell'Intesa Finanziaria nominarono presidente Ferdinando Paliazzo, proveniente dalla FIAT e con un portafoglio di amicizie verso imprese legate alle partecipazioni statali. Palazzo cercò di limitare i danni ricorrendo ai fermi per cassa integrazione. Fu intenzionato a stipulare accordi commerciali con la Deltasider e la Dalmine, ma non ottenne nulla di concreto. Alla fine del 1983, a fronte di un fatturato annuale di 33 miliardi di lire e perdite per altri 36 miliardi, decise di abbandonare il progetto.

### L'intervento diretto della Banca San Paolo di Brescia
Nel 1984, la Banca San Paolo di Brescia, ottenne una deroga dalla Banca d'Italia per l'investimento diretto in attività produttive, ed acquisì tutte le quote della SETA al fine di salvarla. Il Presidente Bazoli chiese a Giacomo Mosconi di diventare amministratore, ponendogli come obiettivo il risanamento dell'azienda in modo da poterla vendere entro tre anni.
Il piano industriale presentato da Mosconi previde lo sviluppo delle capacità dell'acciaieria sanzenese, mantenendo il tubificio di Roncadelle per la produzione di tubi ad elevato valore aggiunto. Il progetto di aumentare le capacità produttive si scontrò, però, con le normative previste dalla legge 31 maggio 1984, misure per la razionalizzazione del settore siderurgico, che, per ottenere una riduzione a livello nazionale, in quel periodo distribuivano aiuti a chi invece demoliva impianti. Presso lo stabilimento di San Zeno Naviglio non poté essere quindi costruito un nuovo laminatoio, per cui la produzione dell'acciaieria dovette diversificarsi nei confronti dei semilavorati, ma poté essere installato un forno elettrico Tagliaferri da 100 tonnellate in sostituzione di un precedente, installato pochi anni prima. I primi mesi della gestione Mosconi furono caratterizzati da due successi: un accordo con la Tubolar Corporation of America, che permise alla SETA di poter vendere a questa dei tubi grezzi, e un altro con la Dalmine per la fornitura di 60 000 tonnellate di acciaio.
Nel settembre 1984, il fatturato mensile toccò i 20 miliardi di lire, ma a novembre la decisione di Ronald Reagan di porre un embargo sull'importazione di tubi sancì un nuovo blocco delle vendite della SETA e costrinse Mosconi all'ennesimo cambio di strategia. Il tubificio fu ridimensionato, chiudendo una pressa ed ottenendo in cambio aiuti ex legge 193/1984. Fu fatto un accordo con la Deltasider per la vendita di 135 000 tonnellate di acciaio ottenendo come pagamento parziale 120 000 tonnellate di rottame. Fu acquistato un secondo impianto per la colata continua, necessario a produrre barre tonde e barre quadre ad una misura inferiore di quella ottenibile dall'impianto originario, permettendo di sfruttare il nuovo forno al 100%.
Decisa ad uscire dalla gestione SETA, il 31 ottobre 1985 la Banca San Paolo di Brescia costituì due società per azioni: la Seta Acciai, che assunse la proprietà dello stabilimento di San Zeno Naviglio, e la Seta Tubi, che invece prese in carico quello di Roncadelle. La SETA originaria possedeva l'intero capitale sociale delle due aziende: in questo modo la cessione dei due impianti poteva avvenire separatamente e attraverso un titolo mobile come il certificato azionario.
Un progetto, che coinvolse la Deltasider e la Roda Acciai, previde la cessione del 13% di Seta Acciai alla prima società e di un altro 40% alla Finanziaria Seta (Fise), costituita appositamente da un gruppo di industriali con a capo la Roda Acciai. Polemiche politiche, che coinvolsero la Democrazia Cristiana locale e la CISL, bloccarono la trattativa. Altra tentativo di cessione, rivelatosi infruttuoso, fu quella alla Techint per l'acquisto della Seta Tubi.

### Bocciolone e la fine della SETA
Il 1985 chiuse, per la prima volta, in positivo, con un utile di 2,25 miliardi di lire.
All'inizio del 1986, Germano Bocciolone, un cliente dell'acciaieria, decise di acquistare entrambi gli stabilimenti, convinto da Mosconi e dal suo piano per espandere la SETA nel mercato dei tubi di acciaio inossidabile senza saldatura, dominato a quel tempo dallo stabilimento Dalmine di Costa Volpino. Bocciolone acquistò il 51% di Seta Acciai e il 91% di Seta Tubi, mentre le restanti quote rimasero in capo alla SETA, posseduta per intero dalla Banca San Paolo che svolse dunque il ruolo di partner finanziario, ma non operativo.
Sotto la gestione Bocciolone si proseguì con le innovazioni previste e volute da Mosconi, rimasto amministratore delegato. Dopo un anno, fu evidente che gli obiettivi del proprietario, prettamente commerciali e di breve periodo, non si conciliarono con quelli di Mosconi, che aveva una visione più industriale e di medio periodo. L'amministratore delegato decise di dimettersi dall'incarico il 30 aprile 1987. Quell'anno si chiuse poi in maniera disastrosa per Bocciolone con una perdita di 25 miliardi.
Nell'anno seguente, la Banca San Paolo decise in poco tempo di liberarsi degli ultimi impegni in qualità di banca mista e cedette le sue partecipazioni in Seta Acciai e Seta Tubi a Bocciolone per un valore irrisorio, quasi a titolo gratuito. La SETA fu poi incorporata nell'istituto di credito, permettendo alla dirigenza di presentare come un successo il beneficio IRPEG derivato dalle perdite fiscali pregresse.
Nello stesso anno sparì anche la Seta Acciai, che fu assorbita dalla Ferdofin Acciaierie Bresciane (FAB), costituita dalla Ferdofin di Gianluigi Regis per gestire l'acciaieria sanzenese che rimase dunque in funzione: a seguito della crisi e del commissariamento del gruppo Ferdofin, nel 1996 fu acquistata all'asta dalla Duferco. La Seta Tubi fu invece ceduta nell'estate del 1990 alla Dalmine con uno scambio azionario. Lo stabilimento roncadellese fu privato dell'impianto che fu venduto in Marocco, mentre il fabbricato fu ceduto alla Almag.

## Stabilimenti

### Roncadelle
Il tubificio era sito a Roncadelle, tra la strada statale 235 di Orzinuovi, dove era posizionato l'ingresso, e la tangenziale Sud di Brescia.
Occupava un'area di 125 000 m² di cui 37 500 m² per i capannoni. All'inizio, la linea di produzione era adatta alla tecnologia sviluppata dal gruppo Pietra seguendo la sequenza: forno di riscaldo, presse di estrusione e riduttore a stiramento. Per cui erano presenti un forno di riscaldo Stein da 50 tonnellate l'ora, due presse orizzontali Sholoemann da 5 450 tonnellate di spinta e un forno di stabilizzazione che era collegato a un riduttore a stiramento Kocks adatto per tubi a diciotto gabbie. Una piccola pressa, da 500 tonnellate di spinta, serviva a lavorare il tappo frutto della prima estrusione, in modo da recuperare il più possibile gli scarti di produzione.
Nel 1984, con il piano di rilancio di Mosconi, lo stabilimento fu privato di una pressa, in modo da ottenere i vantaggi ex legge 194/84. La diversificazione di produzione dell'impianto fu il segno di quanto esso fosse di importanza minore nel nuovo contesto della SETA. Dopo l'acquisto del gruppo da parte di Bocciolone, il tubificio fu allargato con nuovi capannoni: fu dotato di batterie a freddo per il taglio dei tondi e di un forno per la ricottura dei tubi.
Nel 1990 con la cessione della Seta Tubi, e con essa il tubificio, alla Dalmine, che era sua diretta concorrente, l'impianto di produzione fu completamente smontato. Le presse furono cedute ad aziende operanti in Marocco, mentre il sito fu venduto ad un'impresa che produceva estrusi in rame: la Almag di Giorgio Gnutti. Da allora lo stabilimento è sede di quest'azienda.

### San Zeno Naviglio
L'acciaieria era sita a San Zeno Naviglio lungo la strada statale 45 bis Gardesana Occidentale, dov'era posto l'ingresso, a fianco della linea ferroviaria Brescia-Cremona. Era raccordata alla stazione di San Zeno-Folzano e per questo l'impianto aveva una rete ferroviaria che si estendeva per dieci chilometri. Il sito si estendeva sopra un'area di mezzo milione di m² di cui 70 000 occupati da capannoni. All'inizio i forni elettrici dovevano essere tre da 75 tonnellate, forniti dalla società svedese Asea, affiancati da altri due, più piccoli, in grado di alimentare i laminatoi, comunque mai costruiti. Gli stessi forni Asea furono attivati progressivamente e, all'inizio, la produzione non fu in colata continua, ma in fossa nelle lingottiere.
Nel 1984, al fine di ottenere un finanziamento ex legge 193/1984, l'acciaieria fu privata di un forno elettrico Asea, installato pochi anni prima, per sostituirlo con un Tagliaferri da 100 tonnellate, più efficiente sia dal punto di vista ambientale sia da quello economico. Fu aggiunta una linea di ispezione e condizionatura per migliorare il controllo qualità e ridurre i difetti di prodotto.
Nel 1985, per diversificare la produzione dell'acciaieria, fu acquistato un nuovo impianto di colata continua prodotto dalla VoestAlpine che permettesse di produrre barre tonde e quadre di dimensioni più piccole, riuscendo a produrre le billette quadre da 160 mm: un semilavorato necessario nei laminatoi per acciai speciali.
Per realizzare il piano di Mosconi sotto la proprietà Bocciolone, l'impianto sanzenese fu dotato di un impianto di degasaggio sottovuoto dell'acciaio, in grado di produrre l'acciaio inossidabile necessario alle nuove finalità del tubificio di Roncadelle.
Nel 1988, Bocciolone cedette l'acciaieria di San Zeno alla Ferdofin di Regis che istituì la FAB che si prese in carico lo stabilimento. La nuova gestione si concentrò nella produzione prima negli acciai speciali e poi in quelli comuni. Nel 1996, lo stabilimento fu acquistato dalla Duferco e da essa affidato alla controllata Duferdofin San Zeno.